# Косинский район
Коси́нский райо́н (коми-перм. Кӧсладор район) — административный район в Коми-Пермяцком округе Пермского края России. На территории района образован Косинский муниципальный округ. Административный центр — село Коса. Площадь — 3445,46 км². Население — ↘5685 чел. (2023). Национальный состав (2010): коми-пермяки – 65 %, русские – 32,4 %.

## География
Расположен на севере Пермского края, в северо-восточной части Коми-Пермяцкого округа. Граничит на юге с Кудымкарским районом (муниципальным округом), на юго-западе — с Юрлинским, на западе — с Кочёвским, на севере и северо-западе — с Гайнским районами (муниципальными округами) Коми-Пермяцкого округа Пермского края, на северо-востоке — с Чердынским районом (городским округом), на востоке — с Соликамским районом (городским округом), на юго-востоке — с Усольским районом (городским округом города Березники) Пермского края.
Площадь района составляет 3445,5 км². По территории района протекает река Коса, являющаяся притоком Камы.
Косинский район приравнен к районам Крайнего Севера.

## История
Косинский район был создан в 1924 году на базе Чураковской, Юксеевской, Бондюжской, Косинской волостей Чердынского уезда. Начиная с 1930-х годов в районе активно развиваются лесозаготовки.
В 1947 году в Косинском районе было 11 сельсоветов. В 1981 году район включал 9 сельсоветов: Косинский, Левичанский, Порошевский, Пуксибский, Пятигорский, Светличанский, Сосновский, Чазёвский, Чураковский.

## Население
| 2000  | 2002  | 2005  | 2006  | 2007  | 2008  | 2009  | 2010  | 2011  |
| ----- | ----- | ----- | ----- | ----- | ----- | ----- | ----- | ----- |
| 8493  | ↗8541 | ↘8094 | ↘8000 | ↘7800 | ↘7716 | ↘7622 | ↘7246 | ↘7205 |
| 2012  | 2013  | 2014  | 2015  | 2016  | 2017  | 2018  | 2019  | 2020  |
| ↘7072 | ↘6900 | ↘6792 | ↘6706 | ↘6632 | ↘6455 | ↘6288 | ↘6174 | ↘6063 |
| 2021  | 2023  |       |       |       |       |       |       |       |
| ↘5881 | ↘5685 |       |       |       |       |       |       |       |

### Национальный состав
По данным переписи 2010 года: коми-пермяки — 4710 (65 %), русские — 2348 (32,4 %), татары — 40, другие национальности — 117, не указали национальность — 31.

## Муниципальное устройство
В рамках организации местного самоуправления на территории района функционирует Косинский муниципальный округ (с 2004 до 2019 гг. — Косинский муниципальный район).
С 2004 до 2019 гг. в состав существовавшего в этот период муниципального района входили 4 сельских поселения:
| № | Наименование                     | Административный центр | Количество населённых пунктов | Население (чел.) |
| - | -------------------------------- | ---------------------- | ----------------------------- | ---------------- |
| 1 | Косинское сельское поселение     | село Коса              | 22                            | ↘4369            |
| 2 | Левичанское сельское поселение   | деревня Левичи         | 16                            | ↘574             |
| 3 | Светличанское сельское поселение | посёлок Новая Светлица | 5                             | ↘439             |
| 4 | Чазёвское сельское поселение     | деревня Чазёво         | 11                            | ↘792             |

В 2019 году Косинский муниципальный район и все входившие в него сельские поселения были упразднены и объединены в новое муниципальное образование — Косинский муниципальный округ.

## Населённые пункты
В Косинский район входят 53 населённых пункта (все — сельские).
| №  | Населённый пункт  | Тип     | Население | Бывшее сельское поселение |
| -- | ----------------- | ------- | --------- | ------------------------- |
| 1  | Абрамово          | деревня | 66        | Косинское                 |
| 2  | Андроново         | деревня | 0         | Левичанское               |
| 3  | Бачманово         | деревня | ↘124      | Чазёвское                 |
| 4  | Варыш             | деревня | 11        | Косинское                 |
| 5  | Верх-Лель         | посёлок | 117       | Чазёвское                 |
| 6  | Войвыл            | деревня | 47        | Косинское                 |
| 7  | Гавриково         | деревня | 12        | Косинское                 |
| 8  | Горки             | посёлок | 144       | Левичанское               |
| 9  | Гортлуд           | деревня | 63        | Чазёвское                 |
| 10 | Гришкино          | деревня | ↘3        | Левичанское               |
| 11 | Дедеруй           | деревня | 8         | Левичанское               |
| 12 | Демидово          | деревня | 21        | Левичанское               |
| 13 | Денино            | деревня | 34        | Левичанское               |
| 14 | Зинково           | деревня | 14        | Левичанское               |
| 15 | Карчёй            | деревня | 11        | Чазёвское                 |
| 16 | Киршино           | деревня | 9         | Левичанское               |
| 17 | Кордон            | посёлок | 1100      | Косинское                 |
| 18 | Коса              | село    | ↗2498     | Косинское                 |
| 19 | Красильниково     | деревня | 0         | Чазёвское                 |
| 20 | Краснобай         | деревня | 14        | Левичанское               |
| 21 | Кривцы            | деревня | 15        | Светличанское             |
| 22 | Левичи            | деревня | 216       | Левичанское               |
| 23 | Лочь-Сай          | посёлок | 100       | Левичанское               |
| 24 | Лямпино           | деревня | 29        | Левичанское               |
| 25 | Маскали           | деревня | 116       | Косинское                 |
| 26 | Мыс               | деревня | 104       | Косинское                 |
| 27 | Несоли            | деревня | 43        | Косинское                 |
| 28 | Нижняя Коса       | деревня | 91        | Косинское                 |
| 29 | Новая Светлица    | посёлок | 333       | Светличанское             |
| 30 | Новое Гущино      | деревня | 4         | Косинское                 |
| 31 | Новожилово        | деревня | ↘5        | Левичанское               |
| 32 | Нятяино           | деревня | 16        | Косинское                 |
| 33 | Одань             | посёлок | ↘2        | Светличанское             |
| 34 | Панино            | деревня | 73        | Косинское                 |
| 35 | Пеклаыб           | деревня | 14        | Чазёвское                 |
| 36 | Подгора           | деревня | 51        | Косинское                 |
| 37 | Подъячево         | деревня | 143       | Чазёвское                 |
| 38 | Порошево          | деревня | 102       | Косинское                 |
| 39 | Пуксиб            | село    | 354       | Косинское                 |
| 40 | Пыдосово          | деревня | 93        | Чазёвское                 |
| 41 | Пятигоры          | деревня | 83        | Косинское                 |
| 42 | Селище            | деревня | 0         | Левичанское               |
| 43 | Солым             | посёлок | 187       | Светличанское             |
| 44 | Сосновка          | посёлок | 182       | Чазёвское                 |
| 45 | Среднее Бачманово | деревня | 21        | Чазёвское                 |
| 46 | Старое Гущино     | деревня | 4         | Косинское                 |
| 47 | Трифаново         | деревня | 20        | Косинское                 |
| 48 | Усть-Коса         | посёлок | 137       | Светличанское             |
| 49 | Фомичево          | деревня | ↘14       | Косинское                 |
| 50 | Чазёво            | деревня | 268       | Чазёвское                 |
| 51 | Чирково           | деревня | 80        | Косинское                 |
| 52 | Чураки            | село    | 160       | Левичанское               |
| 53 | Шалам             | деревня | 0         | Левичанское               |

По состоянию на 1 января 1981 года на территории Косинского района находилось всего 65 сельских населённых пунктов.

### Упразднённые населённые пункты
7 апреля 2008 года упразднены как фактически прекратившие существование и исключены из учётных данных деревни Дасмортово (Косинское сельское поселение), Быково, Вильыб и Киев (Левичанское).
7 декабря 2011 года упразднена как фактически прекратившая существование деревня Сенино (Левичанское сельское поселение).
13 июня 2023 года упразднена как фактически прекратившая существование деревня Бараново (Косинское сельское поселение).

## Экономика
Экономика Косинского района базируется на лесозаготовках и сельском хозяйстве. В сельском хозяйстве развивается мясное и молочное направление. Зарегистрировано 6 коллективных сельскохозяйственных предприятий и 13 крестьянско-фермерских хозяйств.

## Транспорт
Главной транспортной артерией района является дорога «Коса—Соликамск» протяженностью 150 километров. Эта дорога выводит к промышленно развитой части Пермского края, в которой преобладает химическая, горнорудная, бумажная и деревообрабатывающая промышленности и «Коса—Кудымкар», которая является главной автомобильной артерией для населения Косинского района.